# Sønderhav Langdysse
Der Sønderhav Langdysse  (auch Hønsnap Skov afd. 710 genannt – unter dieser Nr. firmieren vier weitere Dolmen) liegt in Sønderhav, nördlich der Flensburger Förde in Südjütland in Dänemark.
Entlang der Förde gibt es etwa 30 Rund- und Langdysser in den Sønderhavskovene (Südhafenwäldern). Die meisten Megalithmonumente sind vom Kilometerstein 8,2 der Küstenstraße aus erreichbar. Hier liegt am Rande des Hønsnap Skov unmittelbar östlich des Parkplatzes ein Nord-Süd orientiertes, etwa 20,0 m langes und 5,5 m breites Hünenbett mit einer Randeinfassung aus 52 Steinen, in der ein Stein ein später hinzugefügter Bautastein sein könnte. 
Der andere Langdysse im Hønsnap Skov "Afd. 710" (auch Sønderhav genannt) liegt in der Nähe des Oesedvej bei Holbøl. Der Nord-Süd orientierte Langdysse hat ein etwa 26,0 m langes, 8,0 m breites und bis zu 1,5 m hohes Hünenbett in dessen Mitte als Parallellieger die etwa 2,0 m lange, 0,6 m breite und 1,0 m tiefe Kammer eines Urdolmens liegt. Tragsteine an jeder Seite und an jedem Ende sind in situ vorhanden, während der oder die Decksteine fehlen. Etwa 5,0 m vom nördlichen Ende befindet sich ein Loch im Hügel mit Resten einer zweiten Kammer. Um das Südende des Hünenbettes sind 12 Randsteine erhalten.
In der Nähe liegt der Sønderhav Rundhøj (auch Hønsnap Skov Afd. 710 genannt). In Rinkenæs fand das Haderslev Museum 1997 fünf bis dahin unbekannte Megalithanlagen. 